# Musée archéologique régional d'Enna

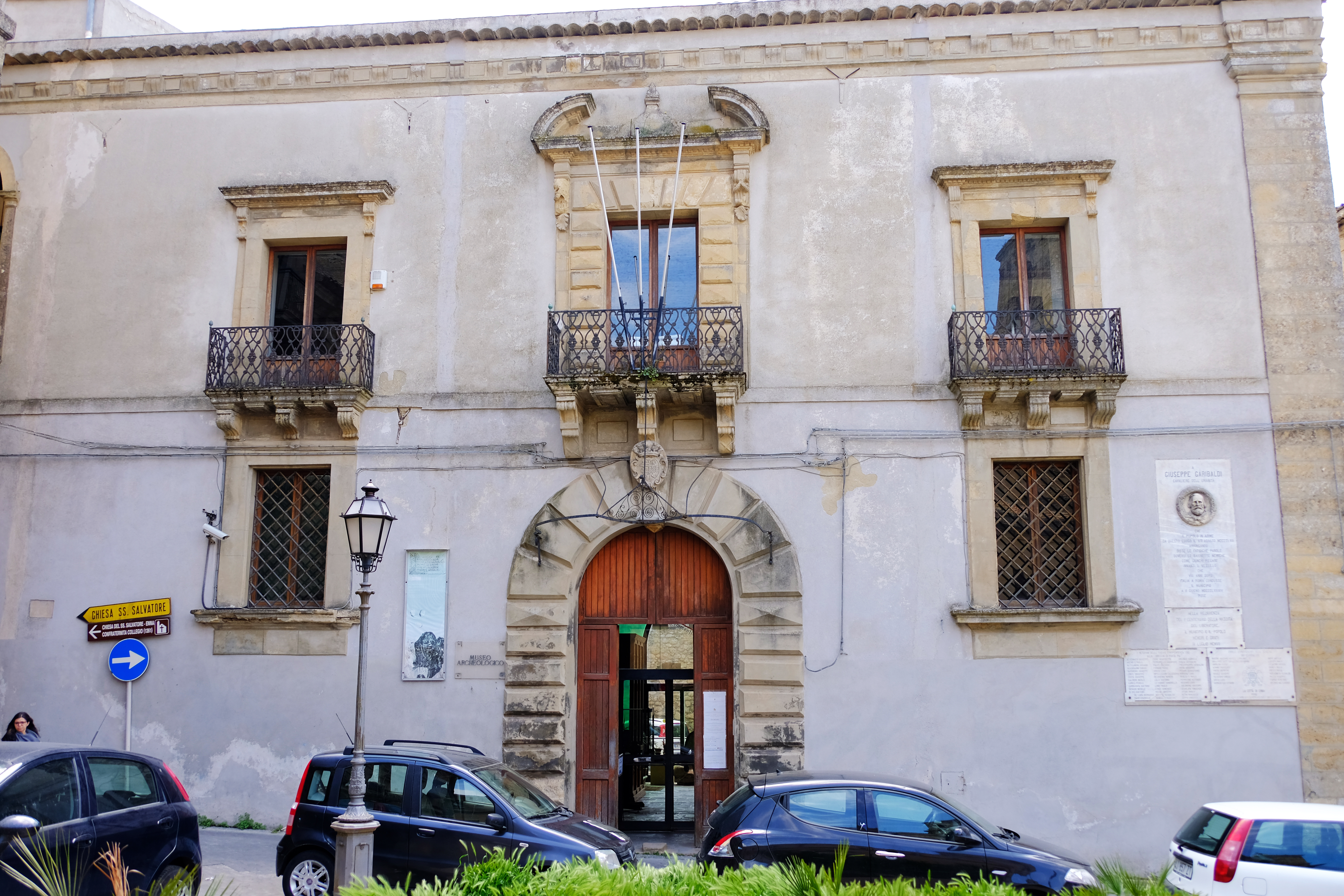
Musée archéologique régional d'Enna.

Le musée archéologique régional d'Enna a été créé à Enna par la Région Sicilienne pour exposer les découvertes mises au jour lors des fouilles effectuées depuis 1979 par la Surintendance du patrimoine culturel et environnemental, principalement dans de nombreux sites archéologiques de la province d'Enna.

## Le musée

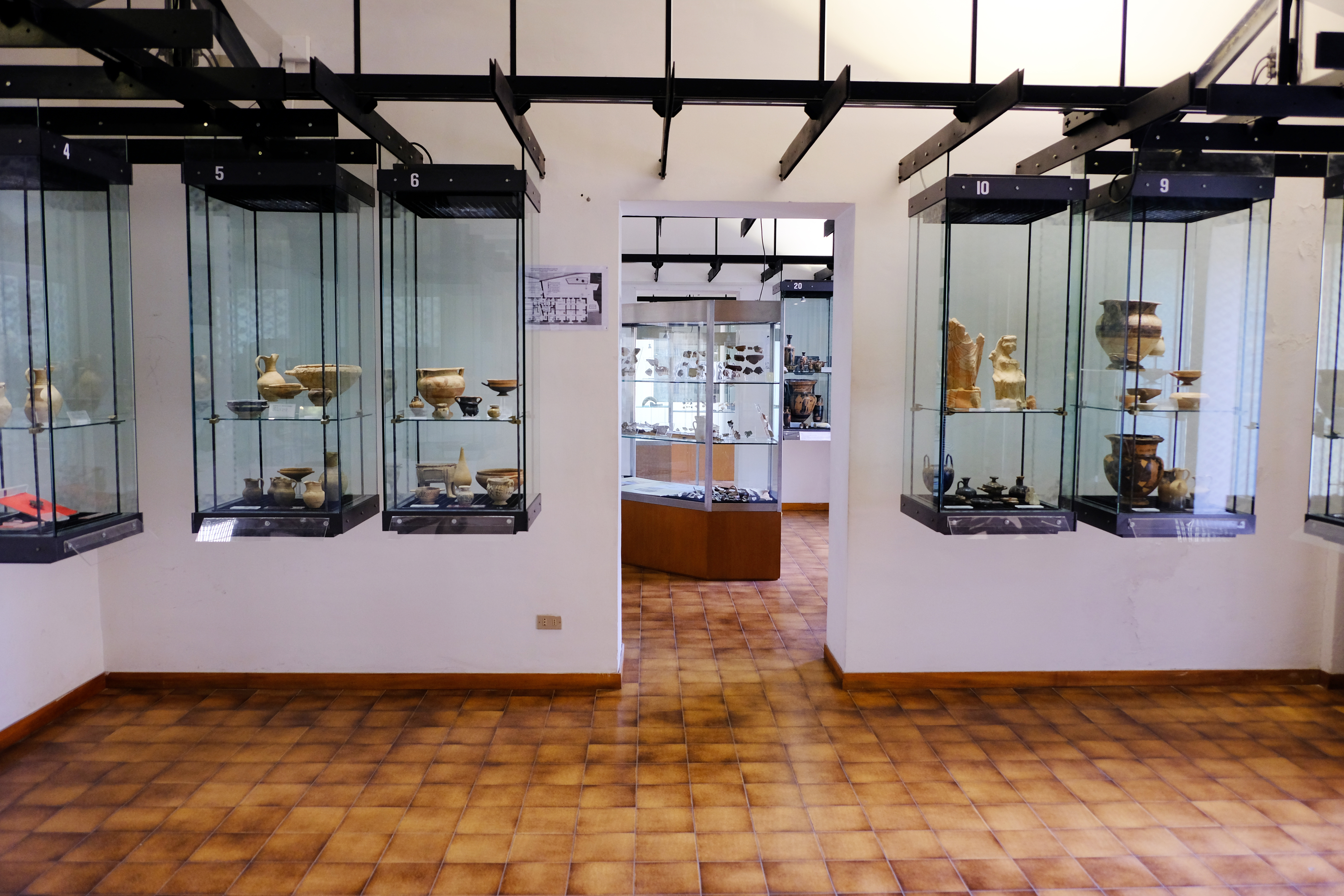
Collection de céramique

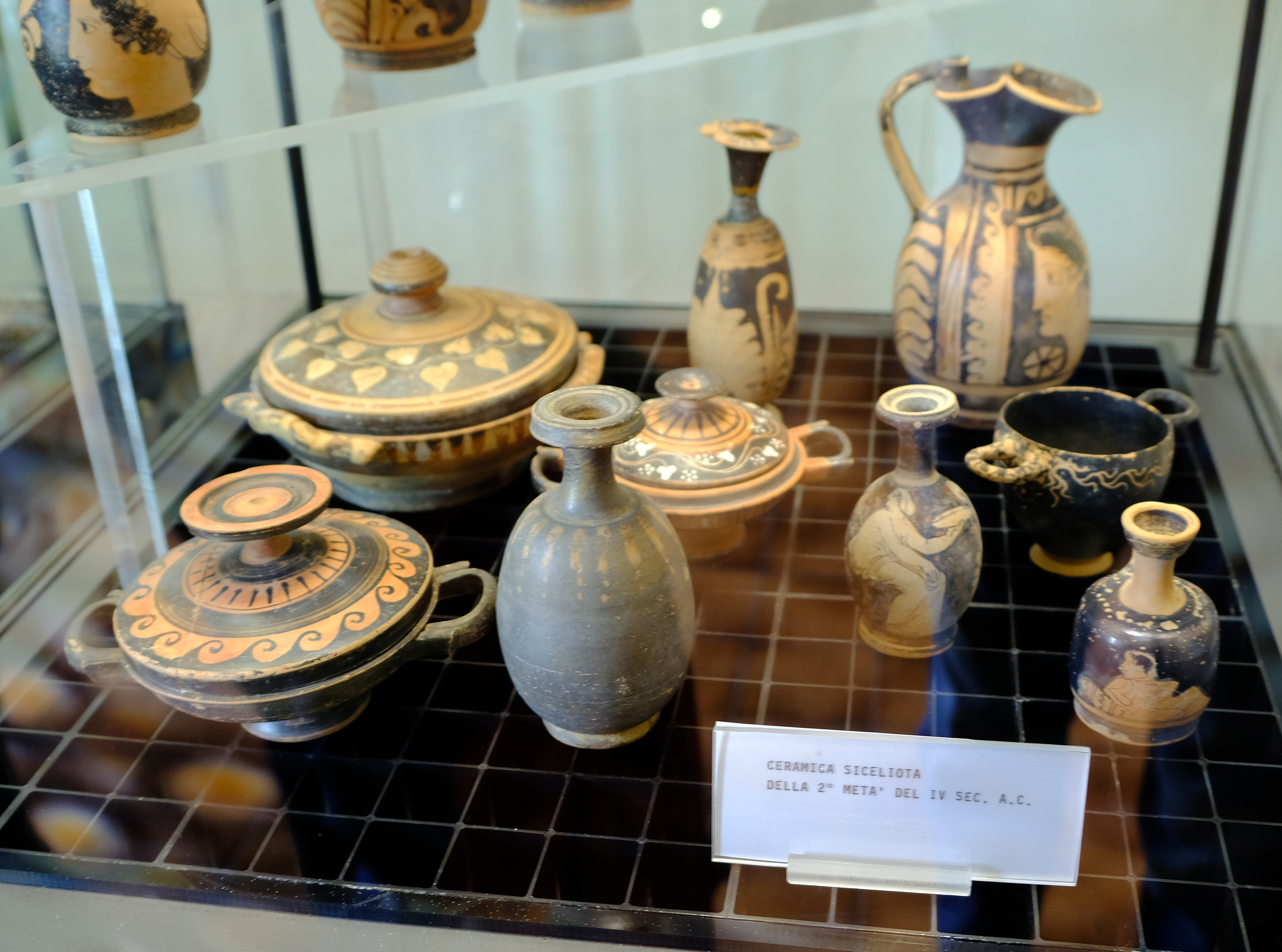
Céramique sicéliote, 2e moitié -IVe s.

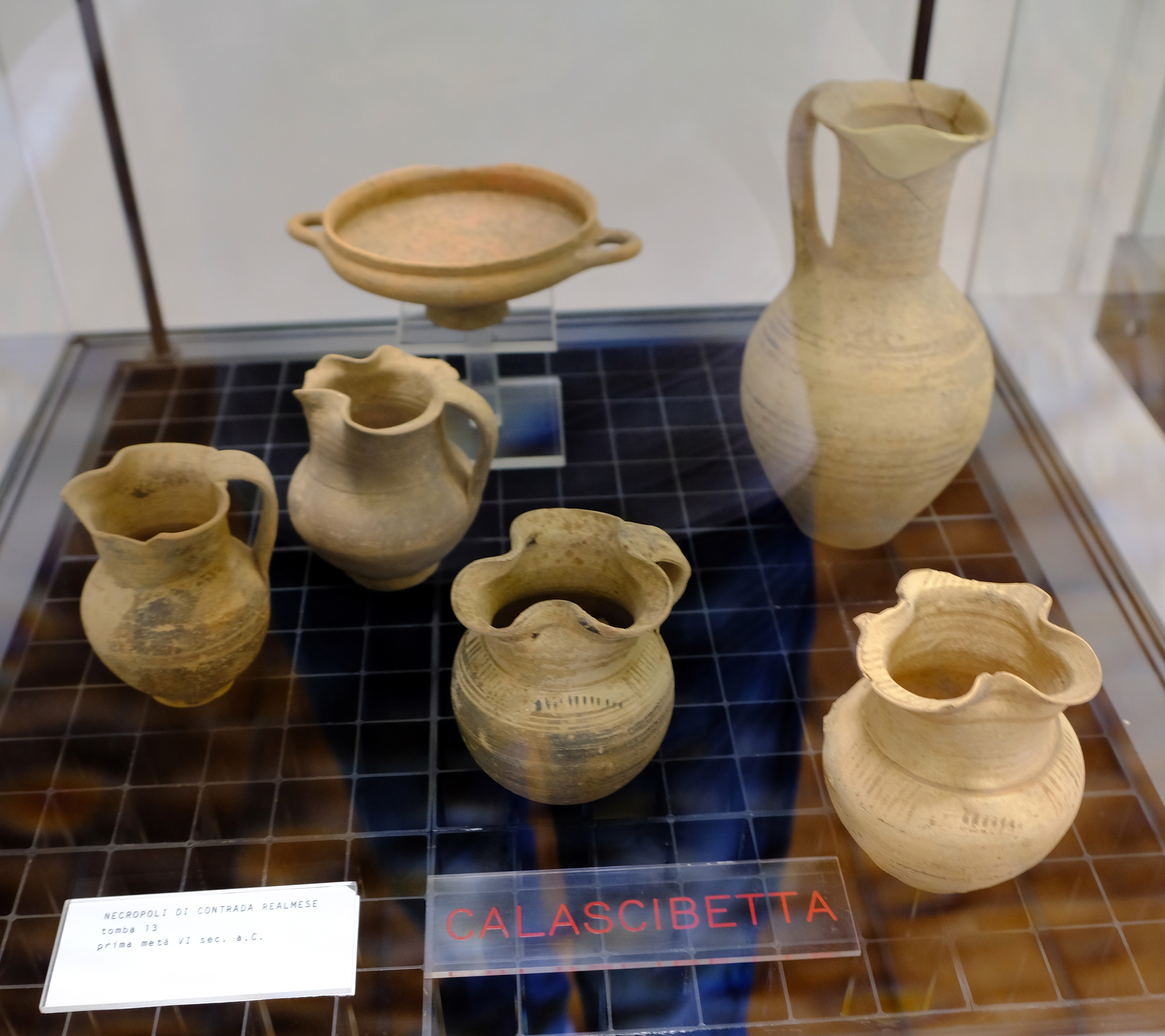
Céramique de la nécropole de Realmese, tombe 13, 1re moitié du -VIe s.

Le musée est installé dans l'ancien et prestigieux palais Varisano (également appelé « musée Varisano ») qui, avec sa façade baroque, fait face à la cathédrale d'Enna, en plein centre historique.

## Collections
La visite est conçue comme un parcours à travers les différents établissements humains des environs d'Enna. La salle consacrée à Calascibetta présente des peuplements de l'âge du bronze et du fer. Ces centres urbains, situés dans des positions surélevées et naturellement fortifiées, sont connus par les nécropoles et les données des dernières habitations qui permettent de reconstituer l’histoire de la vie quotidienne.
Une inscription funéraire d'Enna, qui évoque une prêtresse de Cérès, ainsi que des poteries représentant Déméter et Korè, issues de collections privées, montrent l'importance de ce culte dans la cité à l'époque impériale, mais aussi dès l'époque classique et hellénistique. Des matériaux médiévaux provenant du château et d'autres sites décrivent l'histoire de la ville au cours de cette période.
L'archéologie de la région d'Enna, se référant plus particulièrement à l'âge grec, montre la mise en place des établissements humains et leurs transformations sociales, culturelles et économiques, sous l'influence des cités grecques de la zone côtière. Dans la région du lac Pergusa, la colonie sicilienne hellénisée de Cozzo Matrice, avec ses zones sacrées des VIe et Ve siècles av. J.-C., permet de voir les aspects culturels de ce temps. Les objets funéraires de Rossomanno, à partir du VIIe siècle av. J.-C., présentent une série d'objets de grand intérêt, comme des bijoux métalliques traditionnels locaux, mais également des objets de valeur tels que des céramiques grecques et des scarabées de facture orientale, offrant une image de la culture matérielle, mais également des rites et des croyances, de l'aristocratie de cette société qui évolue au contact des différentes lignées et groupes ethniques. Les objets funéraires d’Agira, Assoro, Cerami, Pietraperzia permettent de comprendre la culture matérielle de ces colonies à l’ère grecque.